# Принс, Бруклин
Бру́клин Принс (полное имя — Бру́клин Ки́мберли Принс, англ. Brooklynn Kimberly Prince; род. 4 мая 2010 года, Уинтер-Спрингс, Флорида, США) — американская актриса и режиссёр, получившая международную известность после главной детской роли в фильме «Проект „Флорида“» (2017). В нём Бруклин Принс играет предоставленную самой себе не по годам развитую шестилетнюю девочку, мама которой с трудом пытается свести концы с концами. Закрепила известность юной актрисы роль Хильды Лиско в детективном сериале Apple TV+ «Домой до темноты» (2020—2021). В основу сценария сериала легли беллетризированные факты биографии девятилетней американской журналистки Хильды Лишак. Бруклин Принс — обладатель и номинант большого числа наград международных и национальных кинофестивалей и профессиональных сообществ кинокритиков.
Исполнение Бруклин Принс главной роли в фильме «Проект „Флорида“» привлекло внимание специалистов в различных научных дисциплинах. Эту тему в своих монографиях затронули психиатр и психоаналитик, профессор римского университета «Сапиенца» Витторио Линджарди, теолог, культуролог, профессор Городского университета Нью-Йорка Джозеф Б. Энтин, специалисты в области семейной медицины и коммуникации, сотрудники Группы коммуникации и здравоохранения SoMaMFyC Альберто Лопес Гарсиа-Франко и Конча Альварес Герреро, доктор философии Джоэл Мейвард и кинокритик Джон Дж. Мёрфи.
В начале 2020-х годов юная актриса расширила круг своих творческих интересов. В августе 2020 года на Кинофестивале во Флориде был показан короткометражный фильм «Цвета», снятый девятилетней Бруклин Принс в качестве режиссёра. В этом фильме она также выступила в качестве исполнительницы главной роли. Фильм был посвящён ответственности человека за судьбы окружающих людей во время пандемии COVID-19. В 2023 году средства массовой информации сообщили, что Принс готовит к публикации комикс под названием «Око несчастья» (англ. «Misfortune's Eye»), созданный в соавторстве с художницей Ализ Фернандес. «Око несчастья» вышло в издательстве комиксов и графических романов Sumerian Comics. Главная героиня попадает в тайный город, где узнаёт о прошлом своей матери и собственном даре предсказывать смерть, а также об опасности, надвигающейся на этот город и её собственную семью. Идея создать комикс появилась у Бруклин Принс после посещения местечка Кассадага, известного в США центра экстрасенсов и медиумов.

## Биография и карьера в качестве актрисы

### Детство и начало карьеры. Фильм «Проект „Флорида“»
Бруклин Кимберли Принс родилась 5 октября 2010 года в городе Уинтер-Спрингс в штате Флорида, США. Карьера Бруклин Принс началась в качестве модели для рекламы в средствах массовой информации и на телевидении в возрасте всего двух лет. В частности, она снималась для журнала о воспитании Parenting, американской сети семейных ресторанов и развлекательных центров Chuck E. Cheese's, туристического агентства «Visit Florida». Мать девочки — Кортни Принс, преподаватель актёрского мастерства, отец — Джастин Принс, учёный-эколог. Инициатива приобщить девочку к сценическим искусствам исходила как раз от отца, а также от бабушки Мими, мать встречала их предложения критическим «Посмотрим, посмотрим».

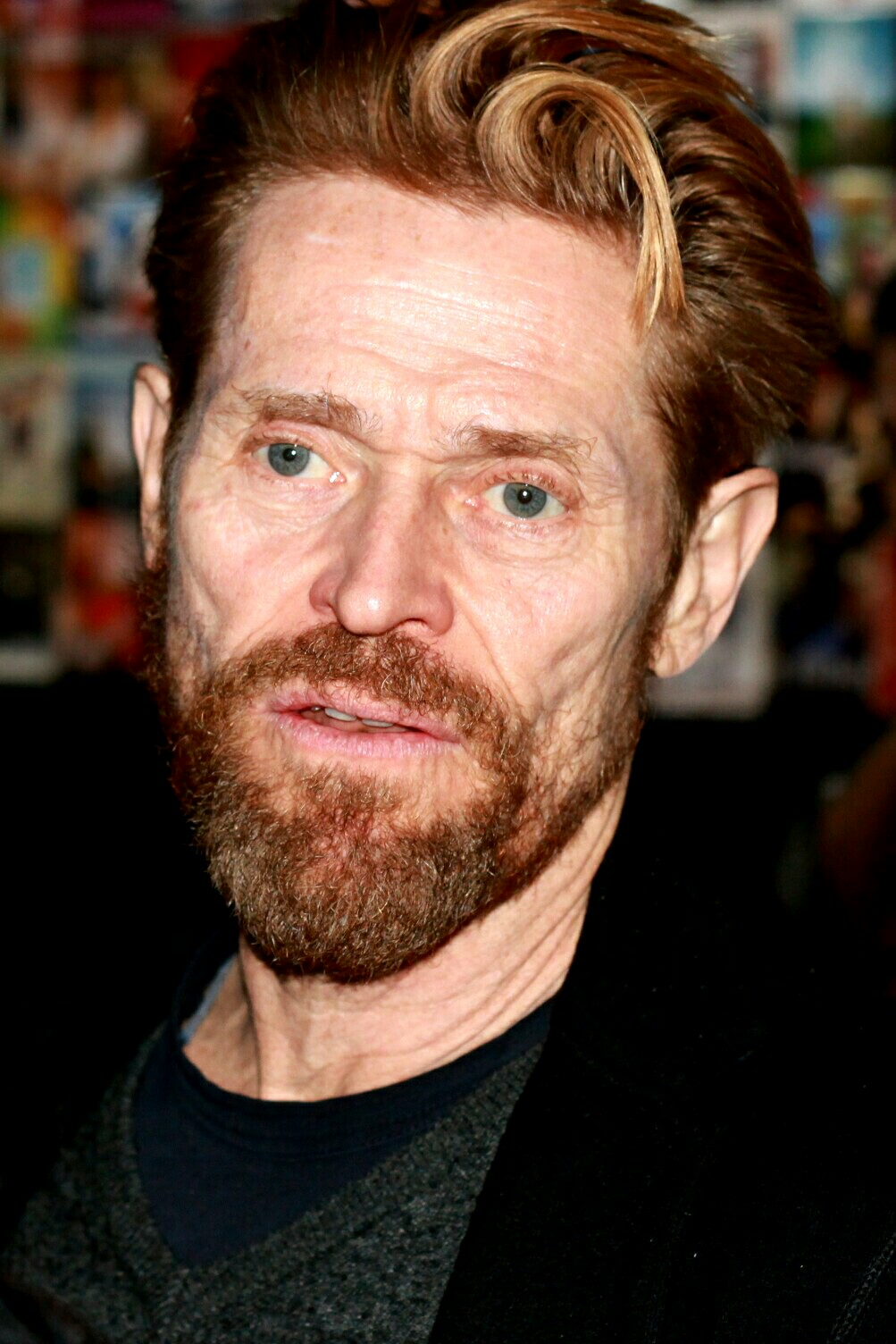
Уиллем Дефо на Фестивале в Лиссабоне в 2017

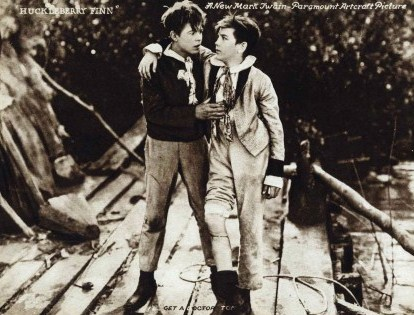
Проказники Том Сойер и Гекльберри Финн в американском фильме 1920 года

В 2017 году Бруклин Принс снялась в фильме «Проект „Флорида“», представленном на национальных и международных кинофестивалях и увенчанном многочисленными наградами. Фильм привлёк внимание кинокритиков и массового зрителя. Режиссёр фильма Шон Бейкер рассказывал, что имя Бруклин находилось в базе данных местной кастинговой компании CROWDshot. Американский кинокритик Джон Дж. Мёрфи в книге «Проект „Флорида“» утверждал, что однажды поздно вечером отвечавшая за кастинг к фильму Патти Уайли сидела за компьютером, просматривая фотографии детей на роль Муни. Едва увидев фото Принс, Уайли поняла, что девочка полностью отвечает установкам режиссёра: «это было похоже на чудо». Она немедленно написала Бейкеру о своей находке. Уайли и Бейкер связались с матерью Принс. Кортни Принс привела шестилетнюю Бруклин на прослушивание, которое проходило в отеле «Magnuson» в городе Киссимми. По версии самого Бейкера, изложенной журналу W, рассматривая фотографии девочки, создатели фильма пришли к выводу, что она идеально подходит для роли в фильме, и пригласили её на прослушивание. Через несколько секунд после появления Бруклин Принс в студии Бейкер понял, что был прав, и девочка обязательно должна сыграть в фильме, однако ещё не был уверен на 100 %, будет ли она играть именно Муни. Бруклин была одной из четырёх детей-актёров, которые были выбраны из базы юных талантов агентства CROWDshot для прослушивания на роль Муни. В процессе ожидания Принс познакомилась с будущим исполнителем роли Скути Кристофером Риверой и Валерией Котто, которая впоследствии исполнила роль Дженси. Трое детей сразу сблизились. По словам Уайли, «когда эти дети собрались вместе, это было волшебно». Ривера, например, начал отжиматься, а Принс ответила на это приседаниями. Это рассмешило съёмочную группу.

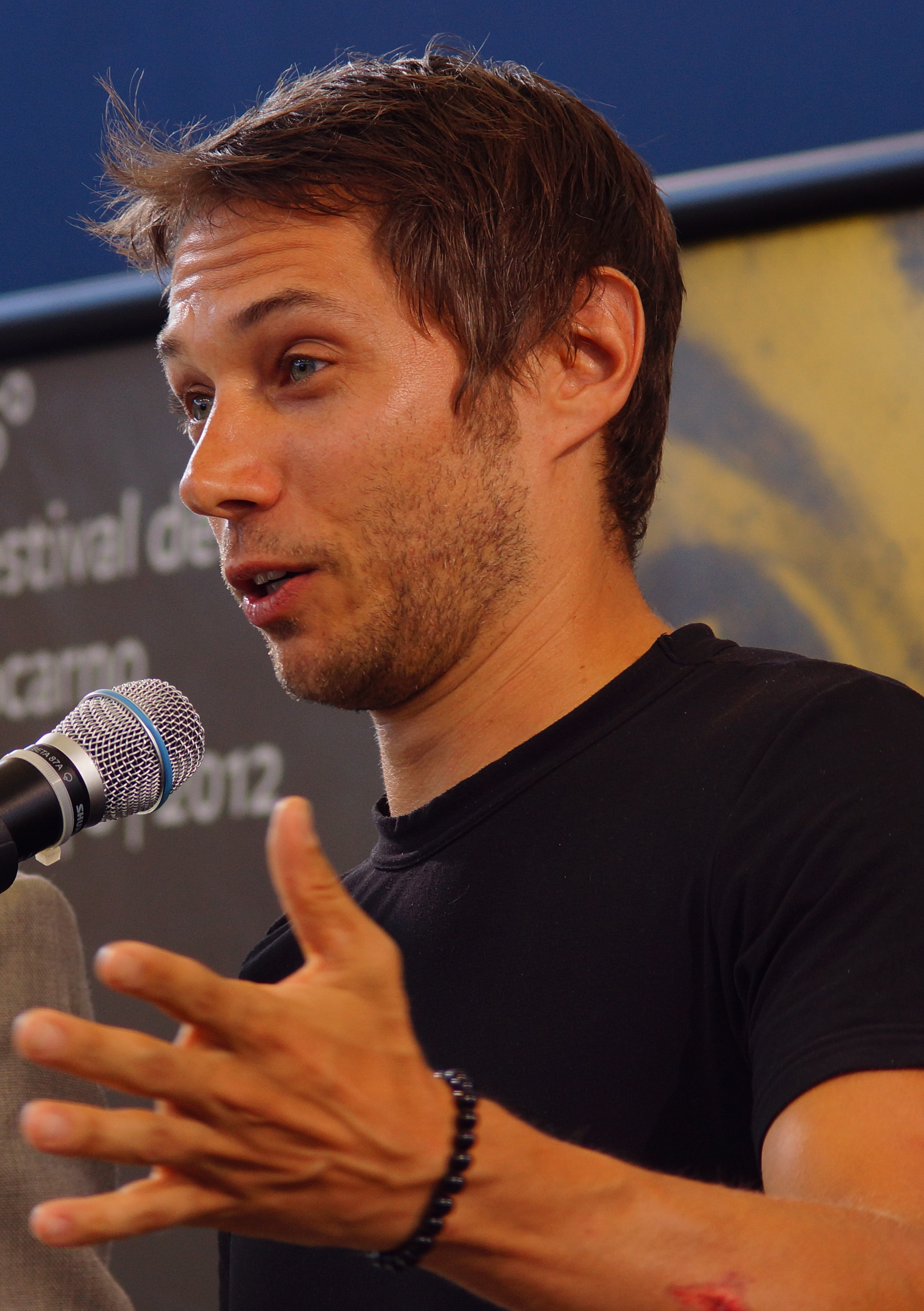
Шон Бейкер в 2012 году на Фестивале в Локарно

В фильме Бруклин Принс играет Муни, предоставленную самой себе и не по годам развитую 6-летнюю девочку, мама которой с трудом пытается свести концы с концами. О своей героине юная актриса рассказывала: «Мой персонаж — Муни. Ей нравится мороженое и кленовый сироп, а помимо еды она любит шалить и плевать в машины, а ещё ей просто нравится тусоваться с мамой». С двумя своими друзьями Муни принимает участие в серии озорных приключений, покоряя сердца всех, кого они встречают на своём пути, включая неуклюжего менеджера мотеля, которого играет Уиллем Дефо. Среди своих наиболее ярких впечатлений от съёмок юная актриса называла общение с режиссёром Шоном Бейкером — он был с девочкой «милым, терпеливым и всегда находился рядом… если мы [дети-актёры] не знали ни одной реплики», а также Уиллема Дефо. Когда поклонница «Человека-паука» и Вселенной Marvel Принс узнала, что её партнёром по фильму станет именно он, то начала бегать, как безумная, по дому и кричать: «Я встречусь с Уиллемом Дефо!». Во время съёмок девочка сблизилась с любимым актёром и рассказывала, что играла с ним в борьбу на пальцах и счёт в ней был ничейным, так как она слишком хорошо научила Дефо играть в эту игру.
Режиссёр фильма Шон Бейкер заявил, что Бруклин Принс сыграла в «Проекте „Флорида“» роль, аналогичную роли маленького Спанки Макфарланда в собственной интерпретации двух более ранних американских блокбастеров — сериала 1922—1944 «Наша банда» и фильма 1994 года «Маленькие негодяи». Бейкер отмечал, что Бруклин легко запоминала требующийся по роли текст, но иногда он сам просил девочку просто импровизировать, с чем Принс легко справлялась. В связи с этим Бейкер назвал юную исполнительницу прирождённой актрисой. Кинокритик британского таблоида Daily Mail спустя почти 7 лет после выхода фильма писал, что Бруклин Принс, сыграв Муни в «Проекте „Флорида“», в первом же своём кинообразе «покорила сердца любителей кино». По его словам, она добавила персонажу личное мужество и харизму, сыграв на равных с таким опытным партнёром, как Уиллем Дефо, и заслужив признание художественных критиков.
Новостной развлекательный портал Mashable назвал игру Принс «откровением», заявив, что «в её игре нет ни одной искусственной нотки, только чистое очарование». Обозреватель влиятельного журнала Esquire Оливия Овенден сожалела, что шестилетняя Бруклин Принс не была выдвинута на Премию Американской академии кинематографических искусств и наук «Оскар» в номинации «Лучшая женская роль». Американский художественный критик Энтони Оливер Скотт писал в газете The New York Times: «Муни в исполнении г-жи Принс заслужила место в каноне американского озорства наряду с такими персонажами, как Элоиза и Том Сойер».
В 2017 и 2018 годах Бруклин Принс снялась и в ряде других фильмов. В ленте «Ловцы монстров» (2018) её партнёром стала известная американская актриса Миша Бартон. Сюжет картины — группа детей, воображающих себя командой охотников на выдуманных чудовищ, мешающих малышам заснуть, однажды сталкивается с настоящим монстром. В 2018—2019 годах Бруклин Принс озвучила персонажей полнометражных мультипликационных фильмов «Лего. Фильм 2» и «Angry Birds 2 в кино».

### Съёмки сериала «Домой до темноты»

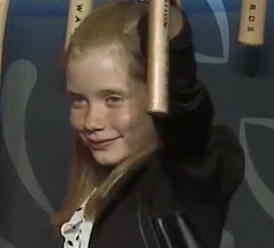
Хильда Лишак в 2016 году

В 2020 году девочка сыграла главную роль в семейном детективном сериале Apple TV+ «Домой до темноты». В основу сценария фильма легли беллетризированные факты биографии девятилетней американской журналистки Хильды Лишак. Газета «The Times» организовала в условиях проходившей в то время пандемии COVID-19 видеоконференцию, в ходе которой Хильда Лишак взяла онлайн-интервью у Бруклин Принс. Принс рассказала, что, получив сценарий фильма, влюбилась в него с самого начала. Девочка создала в своём сознании образ главной героини, ориентируясь на Хильду, но добавив в него некоторые собственные черты. Одна из создателей сериала — сценарист Дана Фокс — в интервью утверждала: Бруклин Принс — «глубоко чувствующий человек, когда она… вживается в роль и произносит текст… вы не наблюдаете, как она играет чувство. Вы видите, как она чувствует. Она испытывает это чувство, и это так необычно наблюдать». Сценаристка Дара Резник рассказывала в интервью «The Hollywood Reporter» о мощной игре Бруклин Принс, о «невероятности» её личности и таланта.

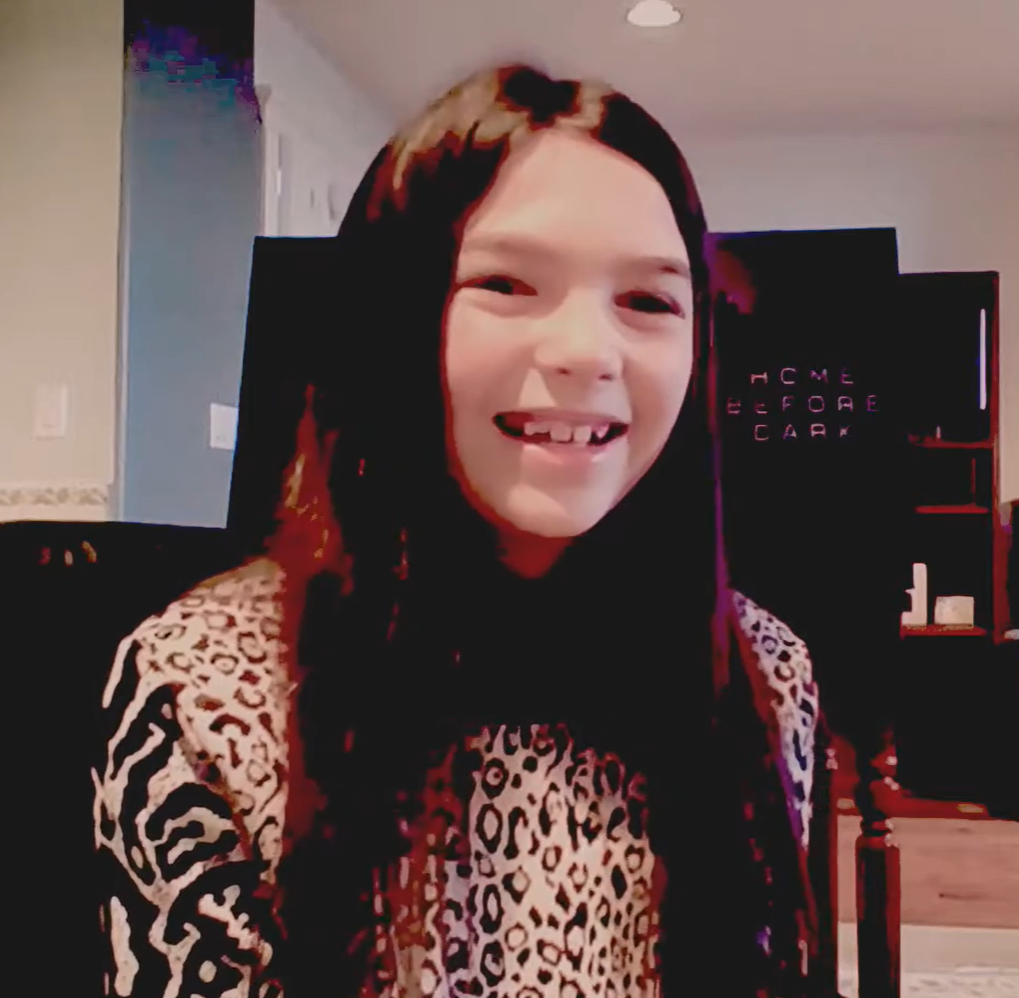
Бруклин Принс в 2020 году

Художественный критик газеты «The Guardian» Люси Манган достаточно низко оценила достоинства первого сезона сериала; спасает же зрителя от утомления, по её мнению, несмотря на отдельные неудачные сцены с её участием, игра Бруклин Принс. «Она просто удивительна, — писала Манган, — Принс поднимается над замыслом, сценарием, всем [другим]». Подзаголовок к статье гласил: «Несмотря на удивительную игру Бруклин Принс, Apple, должно быть, шутит, рассказывая эту основанную на реальных событиях драму о не по годам развитой маленькой расследовательнице». В подтверждение этого газета выставила сериалу только две из пяти звёзд.
В разгар съёмок второго сезона сериала «Домой до темноты» в 2021 году был объявлен двухнедельный локдаун в связи с пандемией COVID-19. Впоследствии он был неоднократно продлён. Кинокритик «The Hollywood Reporter» посетил в это время исполнительницу главной роли Бруклин Принс, которая находилась со своими родителями и няней в Ванкувере. Он отметил, что «для разнообразия» девочка «стала обычным ребёнком», играя с Барби, Slip 'N Slide и в футбол и кушая Lucky Charms. Намного больше времени, чем обычно, она стала проводить с семьёй. На просьбу кинокритика дать полезный совет на время локдауна читателям «The Hollywood Reporter» десятилетняя Принс с детской непосредственностью изрекла целых два: «Не использовать слишком много туалетной бумаги, потому что все какают» (англ. «To not use too much toilet paper because everybody poops») и «Находить хорошее в плохом». Рассказывая о съёмках второго сезона сериала, Дана Фокс отмечала роль, которую сыграли в них родители исполнительницы главной роли. По её словам, мать девочки фактически стала наставником по актёрскому мастерству для всех юных артистов, занятых в фильме. Высоко оценила Фокс работу самой Бруклин Принс — она «невероятно чуткий человек и очень глубоко вживается в роль».
Кинокритики отмечали, что Бруклин Принс привносит в фильм «серьёзность, не характерную для её юного возраста». Кинокритик Джеймс Ли писал об очаровании Бруклин Принс в роли главной героини. В частности, «милая сцена с семейным ужином для дедушки Хильды» показалась ему особенно трогательной и даже заставила его прослезиться.
В интервью новостному сайту BroadwayWorld Рид Барни — исполнитель роли дедушки Хильды, который по сценарию страдает болезнью Альцгеймера, — сравнивал «Домой до темноты» с книгами и фильмами о Нэнси Дрю. Он отметил, что, если бы не тонкость понимания своей героини Бруклин Принс и реализм её игры в сериале, то фильм мог бы превратиться в очередное шоу от Nickelodeon.

### Артистическая карьера в первой половине 2020-х годов

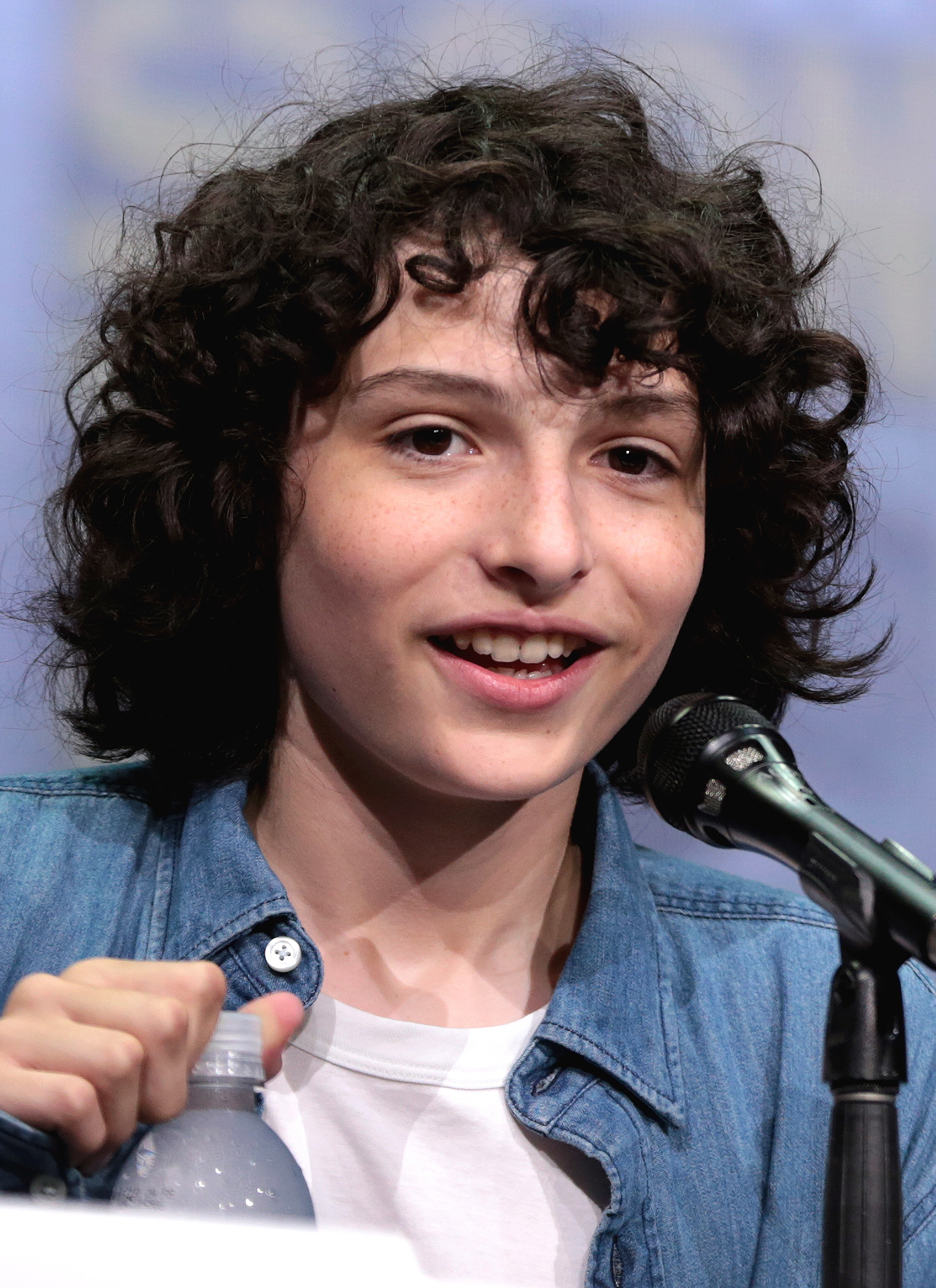
Финн Вулфхард — партнёр Бруклин Принс по фильму «Няня»

В 2020 году Бруклин Принс снялась в одной из двух главных детских ролей в американском фильме ужасов «Няня» (оригинальное название фильма — «Поворот»), поставленном по мотивам повести Генри Джеймса «Поворот винта». Кинокритик британской газеты «The Guardian» назвала исполнителей детских ролей главным активом фильма, оба они, по её мнению, существуют в неопределённом пространстве между невинностью и злом. Бруклин Принс играет роль не по годам развитой девочки Флоры, которая мечется между озорством и злобой, а юный канадский актёр Финн Вулфхард в роли её старшего брата Майлза излучает очарование и «беззаботную жестокость». Сам фильм кинокритик оценила двумя звёздами из пяти. Отметил Принс в роли Флоры и обозреватель журнала «The Hollywood Reporter» — американский кинокритик Фрэнк Шек. По его мнению, она продемонстрировала в этом фильме ту же убедительность, что и в принёсшем ей известность «Проекте „Флорида“». Обозреватель отметил, что в подобном фильме умение актрисы вызвать испуг немного важнее, чем правильные черты лица. Оценка Фрэнком Шеком самого фильма также была низкой: «К сожалению, большая часть происходящего скорее смешна, чем страшна».
В этом же году Бруклин Принс озвучила слонёнка Руби в фильме «Айван, единственный и неповторимый», созданном для американского сервиса потокового вещания Disney+. В анимационном фильме рассказывается о горилле по имени Айван, которая живёт вместе со слоном Стеллой (её озвучивает Анджелина Джоли) и бездомной собакой Бобом в клетке в торговом центре «Съезд 8, „Шатёр“: цирк, магазины и игровые автоматы». Она не помнит своей жизни до появления в торговом центре, но начинает открывать её заново и вынашивает план побега из заточения.

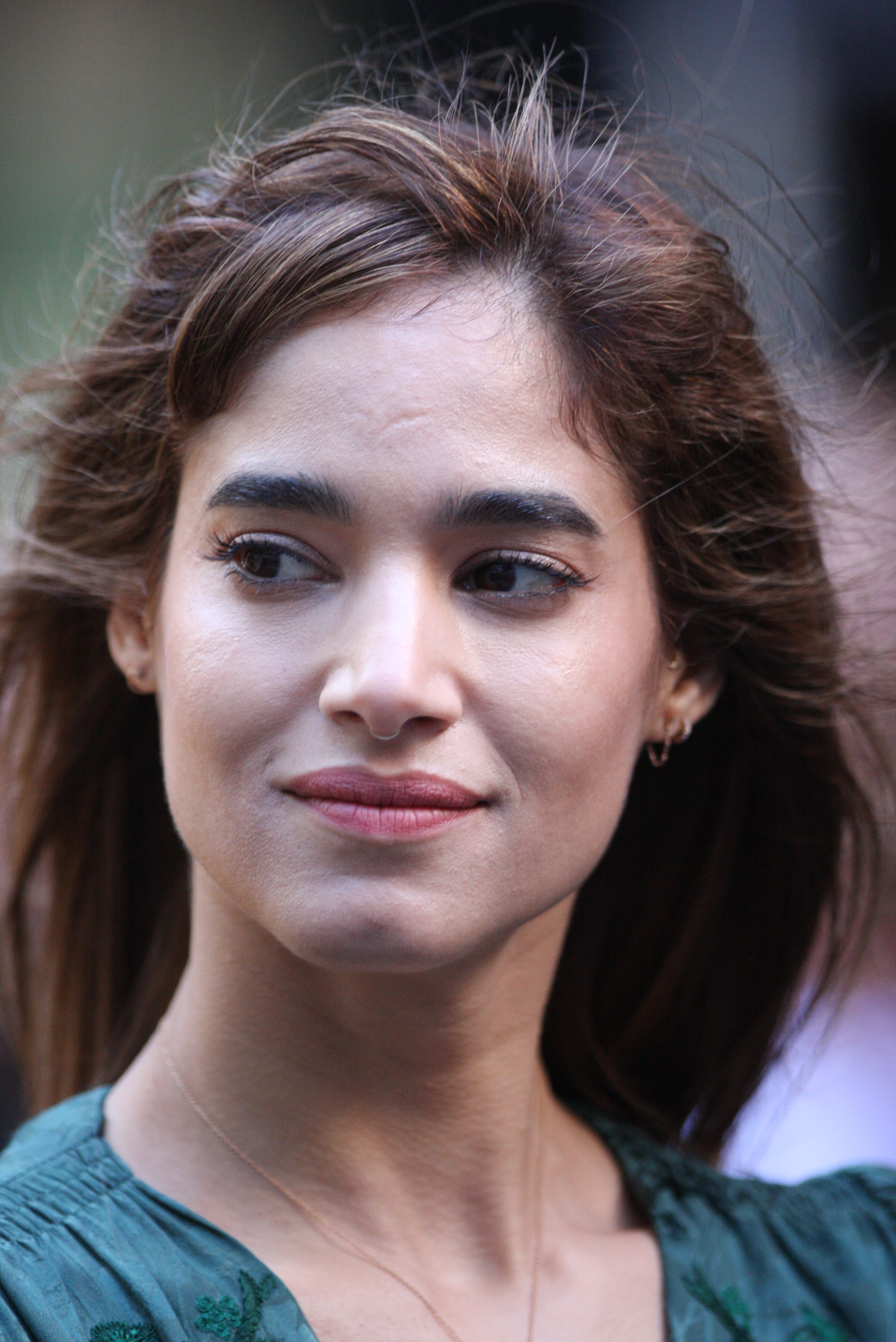
София Бутелла — исполнительница роли матери героини Бруклин Принс в фильме «Переселенцы»

В 2021 году на экраны кинотеатров вышел научно-фантастический триллер «Заложники Марса», в котором Бруклин Принс сыграла роль Реми — дочери главной героини в детстве. Действие «Поселенцев» происходит в отдалённой усадьбе на Марсе, где семья беженцев с Земли отчаянно борется за существование. Появляются незнакомцы, пытающиеся прогнать их из усадьбы, и девятилетняя девочка (её играет Бруклин Принс) сталкивается с жестокой реальностью, которую мать и отец долгое время старались скрыть от неё. Исполнительница роли матери Реми София Бутелла заявила в интервью журналу «Entertainment Weekly», что чувствовала особую связь с персонажем Принс и не могла не проводить сравнения с собственным детством. О самой юной актрисе Бутелла сказала: «Каждый день на съёмочной площадке с ней был невероятным… Она очень интуитивна и эмоциональна. Она ещё ребёнок, но я легко могла бы вести с ней взрослые разговоры, которые я очень ценю».
В 2023 году Бруклин Принс сыграла в фильме «Кокаиновый медведь». Дети-актёры (партнёром девочки выступил юный Кристиан Конвери) сыграли двух друзей — Ди Ди и Генри. В одной из сцен фильма они прогуливают школу и проводят день в национальном лесу в штате Джорджия. Они натыкаются на пакет кокаина и пробуют его на вкус. Индийский веб-сайт Business Insider провёл расследование, какой порошок был использован в фильме в качестве кокаина. «В основном это был сахар, но мы добавили немного соли, так как хотели, чтобы реакция детей была максимально жизненной, и я чувствовала, что, если мы будем кормить детей только сахаром, вряд ли они посчитают, что это невкусно», — сообщила режиссёр Элизабет Бэнкс. Обеспокоенная интересом веб-сайта именно к этой теме, Бэнкс заявила: «В этом фильме мы не прославляем наркотики. Дети [Принс и Конвери] это поняли. Их они [наркотики] не интересовали. И их родители всё время были рядом. За ними [детьми] хорошо следили».
В этом же году вышел фильм «Дочь болотного царя», съёмки которого начались ещё летом 2021 года. Бруклин Принс сыграла в нём небольшую роль главной героини Хелен в детстве. Журнал «Variety», рассказывая о ещё только начавшихся съёмках фильма, поставил Принс на первое место в списке наиболее известных артистов, занятых в фильме. Только после неё идут в этом списке имена Гила Бирмингема и Карен Писториус.

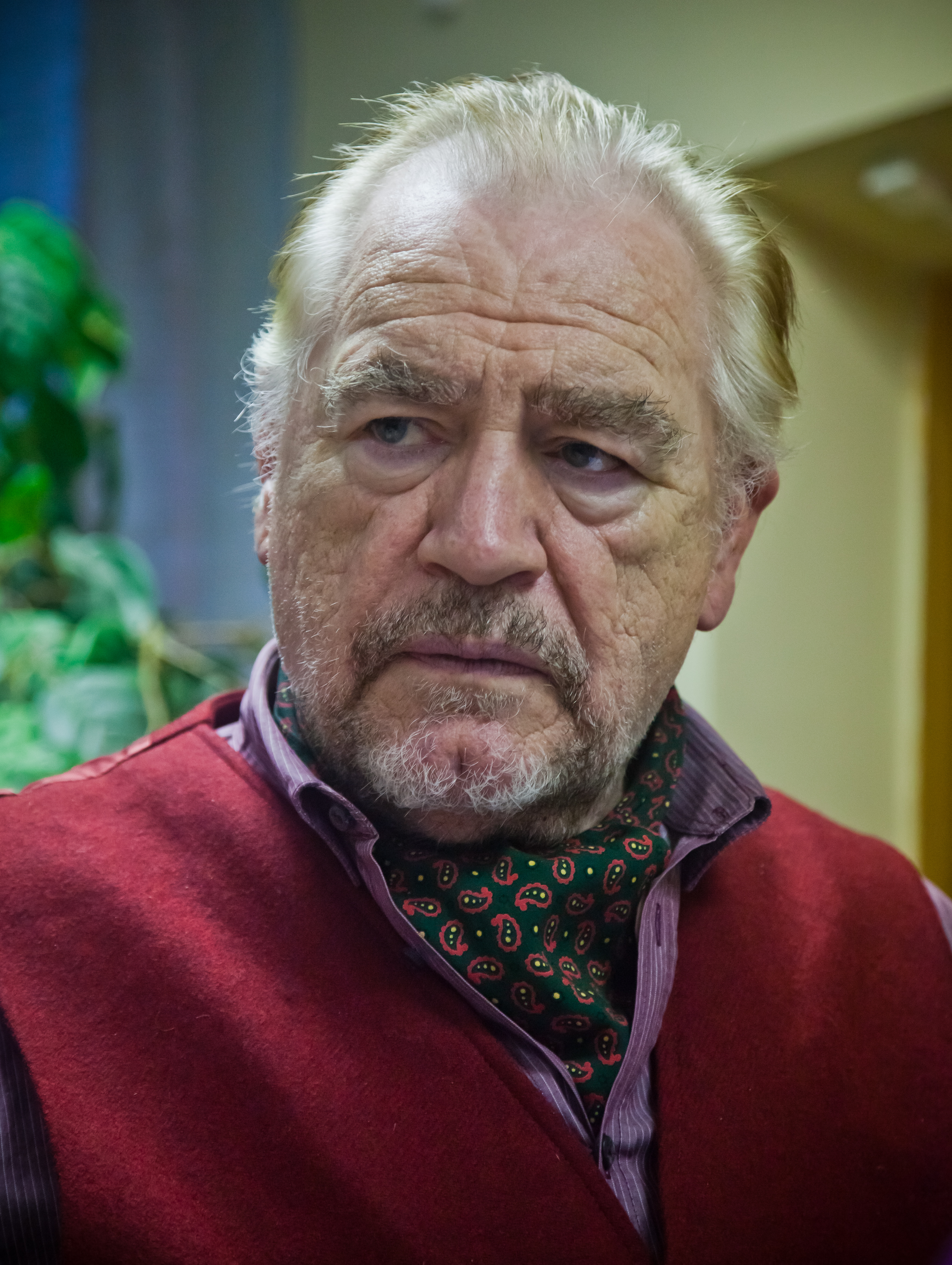
Брайан Кокс в 2016 году

В 2024 году на онлайн-экраны вышла подростковая драма «Маленькое крыло», в которой Бруклин Принс сыграла главную роль. Её героиня тяжело переживает развод родителей и трудности матери по выплате ипотеки, поэтому решается на преступление. Со своим другом Адамом она пробирается домой к ветерану вьетнамской войны и крадёт у него голубя, натренированного для участия в спортивных гонках. Подростки продают его русской мафии. Британский таблоид «The Guardian» писал, что голубь — лучшее, что есть в фильме. Героиня Бруклин Принс выглядит в большей степени «самодовольным, эгоцентричным подростковым кошмаром» (англ. «self-righteous, self-absorbed teenage nightmare»), чем девочкой, всерьёз обеспокоенной проблемами матери. Оба подростка-героя не вызывают симпатии, как и их безрассудные авантюры. Автор статьи на сайте Film.ru, однако, подчёркивал, что фильм основан на реальных событиях, которые в 2006 году изложила в газете «The New Yorker» журналистка и сценаристка Сьюзен Орлеан. Фильм был снят для стриминга, поэтому не следует требовать от него высоких художественных достоинств. Фильм представляет собой «простое и лёгкое кино о простых истинах со всеми безобидными штампами… [он] забывается… по окончании финальных титров, оставляя… приятное послевкусие». Дуэт Брайана Кокса (ветеран) и Бруклин Принс в изображении трогательных отношений пожилого мужчины и девочки-подростка автор статьи назвал беспроигрышным.
В феврале 2025 года новостной интернет-журнал о телевидении и кино Deadline Hollywood сообщил, что Бруклин Принс сыграет в фильме «Калифорнийский сценарий». Её партнёрами станут Джон Уэртас, Уилл Юнг Ли и Эбби Миллер, с которой Принс уже сыграла в сериале «Домой до темноты» (Миллер сыграла в нём мать Бруклин). В этот раз Принс снова предстоит сыграть её дочь. В качестве режиссёра должен выступить Джон Таката. «Калифорнийский сценарий» — история любви между людьми среднего возраста, параллельно исследующая отношения между родителями и детьми. Фильм объединяет две семейные истории, «сплетая их в пронзительное повествование», которое разворачивается на фоне Музея и сада скульптур в районе Лонг-Айленд-Сити в Нью-Йорке, спроектированного и созданного японо-американским скульптором Исаму Ногути. На февраль 2025 года это единственный фильм, которому было предоставлено разрешение на съёмки в этом месте.

## Опыты в качестве режиссёра и автора комиксов
В одном из интервью 2017 года Бруклин Принс заявила о своём интересе к палеонтологии и желании снять фильм в качестве режиссёра. Проектом её мечты, по утверждению семилетней девочки, стал бы фильм с любимыми актрисами Эль и Дакотой Фэннинг, Эммой Уотсон и Дейзи Ридли. Их имена в то время красовались на сшитой на заказ футболке Бруклин. «Это будет анимационный фильм, чтобы я могла просто тусоваться со всеми этими знаменитостями… Для себя я планирую в нём главную роль», — объяснила Принс свою мечту.
В августе 2020 года на Кинофестивале во Флориде был показан короткометражный фильм «Цвета», снятый девятилетней Бруклин Принс в качестве режиссёра за год до этого в своём родном городе Уинтер-Спрингс. Короткометражка, исполнительным продюсером которой стал Шон Бейкер, рассказывает о девочке по имени Натали (её роль сыграла сама Принс), которая хочет поддержать во время болезни свою лучшую подругу Сару (её сыграла юная актриса Флёр Лилли Делаханти), но испытывает страх перед коронавирусом. В условиях пандемии на фестивале предусматривался показ фильма в кинотеатре и демонстрация его онлайн. «Это было так здорово. Я так рада, что все члены съёмочной группы серьёзно относятся ко мне как к режиссёру, а Шон был рядом, чтобы помогать мне и направлять меня… Они [съёмочная группа] были открыты для любых идей», — рассказывала девочка о съёмках фильма. Из-за пандемии коронавируса сама Принс не смогла присутствовать на премьере собственного фильма. Обращаясь к его зрителям, она писала: «Это почти как мой маленький ребёнок, поэтому я хочу, чтобы он всем понравился». В 2020 году у Бруклин Принс были большие планы, связанные с работой над продолжением «Цветов». Девочка рассчитывала снять целую антологию, каждый эпизод которой должен был быть посвящён отдельным человеческим отношениям и назван в честь цветов радуги. Фильм «Цвета» удостоился короткого описания его сюжета в «Оксфордском справочнике по детскому кино», изданном в 2022 году.
Во время съёмок короткометражки Бруклин Принс заявила: «Моя мечта стать режиссёром началась с „Проекта Флорида“». Мне нравилось наблюдать за работой Шона [Бэйкера], и меня вдохновляли его терпение, дальновидность и креативность. С тех пор моей мечтой было стать одним из самых молодых режиссёров всех времён". В интервью журналу «W» и газете «The Guardian» девочка упомянула о ещё более раннем обращении к режиссуре (в тот раз любительского фильма): с помощью приложения на iPad под названием iMovie она сняла в Нью-Йорке и смонтировала фильм о своих родителях. Это был подарок на годовщину их свадьбы.

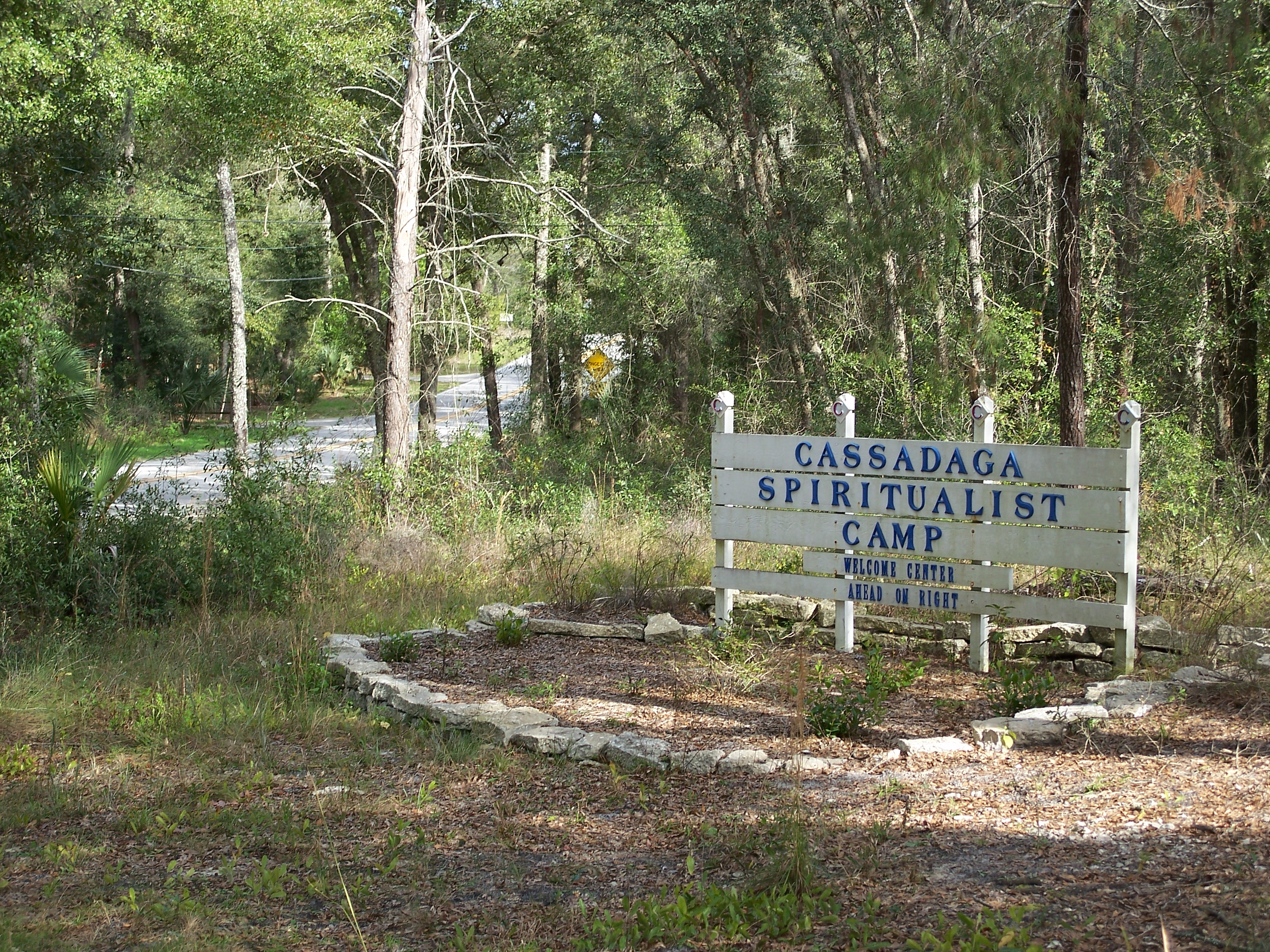
Спиритический лагерь в Кассадаге, 2007

В 2023 году средства массовой информации сообщили, что Принс готовит к публикации комикс под названием «Око несчастья» (англ. «Misfortune's Eye»). Она его создала в соавторстве с художницей Ализ Фернандес. «Око несчастья» вышло в издательстве комиксов и графических романов «Sumerian Comics». Главная героиня комикса Принс — Вивиан Найтингейл. Она просыпается в свой 15-й день рождения и обнаруживает, что может видеть человеческие ауры. Отправившись в путешествие, чтобы узнать, что ждёт её в будущем, девушка попадает в тайный город, где узнаёт о прошлом матери и своём даре предсказывать смерть, а также об опасности, надвигающейся на город и её собственную семью.
Идея создать комикс появилась у Бруклин Принс после посещения местечка Кассадага, известного в США центра экстрасенсов и медиумов. «Вивиан очень похожа на меня — своей внешностью и характером. Я всегда увлекался духовной стороной жизни. Я люблю всё паранормальное», — утверждает автор комикса. Собственную ауру девочка считает фиолетовой, соотнося с ней творчество и игру. Она утверждает, что готова отдавать своё сердце людям, но считает, что при этом необходимо остерегаться: «Если вы отдаёте всю свою энергию не тому человеку, а он ничего не даёт взамен, кроме негатива и плохих вибраций… это может вам серьёзно навредить». В интервью журналу «Girls' Life» Бруклин Принс заявила, что на создание «Ока несчастья» её вдохновили «Битлджус» и «Обещанная Страна Грёз». Обсуждая многообразие своего творчества, Принс сказала: «детям, подросткам и молодым людям необходимо чувствовать себя увиденными и услышанными. Когда они найдут что-то, что их заинтересует — будь то фильм, телешоу, песня, книга или комикс — это поможет им пережить всё, через что они проходят». К июлю 2024 года вышли три тома комикса.

## Личность актрисы
В раннем детстве Бруклин Принс утверждала, что обожает мультфильмы и пау-вау. Своим любимым мультфильмом она назвала «Балерину» 2016 года. Кроме неё девочка отметила фэнтези «Малефисента», космическую сагу «Звёздные войны», серию приключенческих фильмов о Гарри Поттере, мультипликационные сериалы «Том и Джерри» и «Луни Тюнз», а также фильм о непобедимой воительнице, принцессе амазонок «Чудо-женщина».
О себе Бруклин Принс рассказывала, что в детстве не была застенчивым ребёнком. Её любимым словом было «Привет!» — его она говорила, когда просыпалась, входила в магазин, встреченным на улице незнакомым людям. Бруклин отмечала ответную реакцию окружающих: «Ой, она такая милая!». Её лучшими друзьями в процессе съёмок «Проекта „Флорида“» стали исполнители детских ролей Валерия Котто и Кристофер Ривера. Свою память Бруклин сравнивала с ящиком, куда загружается информация, а «потом он просто открывается, и тогда мозг выбрасывает её… изо рта». Принс считала себя счастливой девочкой и говорила, что никогда не злится и не стремится причинить кому-то вред. В то же время она утверждала, что готова к самообороне, если ей будет угрожать некая опасность, например, похищение.
Режиссёр Шон Бейкер отмечал в одном из интервью, что Бруклин с энтузиазмом относилась к сценам принятия пищи на съёмках фильма «Проект „Флорида“», добавив: «Она любит поесть. Я имею в виду, что она получает настоящее удовольствие от еды!». Сама Принс также подтверждала, что расслабляется на съёмочной площадке, поедая сладости и медитируя. Спустя длительное время после завершения съёмок фильма «Проект „Флорида“» она с восхищением рассказывала: «Я ела вафли. У меня был омлет… торт — подожди, нет… блины, сэндвич на завтрак, луковые кольца, гамбургер, бекон, кленовый сироп…». Принс сосчитала, что съела около 45 рожков мороженого во время съёмок «Проекта „Флорида“». «Надеюсь, вам это понравится, потому что я так усердно работала над тем, чтобы съесть это мороженое», — заявила девочка в интервью общенациональной газете «USA Today».
В конце 2010-х годов девочка вела активную деятельность в социальных сетях: в Твиттере, Facebook, а также в Instagram, где в возрасте семи лет у неё было 91 000 подписчиков. Первые посты были посвящены повседневной жизни Бруклин, но постепенно акцент в них сместился на профессиональную актёрскую тему. Родители достаточно жёстко контролировали публикации на страницах дочери, но были не против её общения онлайн с друзьями-актёрами.

## Роль Муни в исполнении Бруклин Принс в научной и научно-популярной литературе

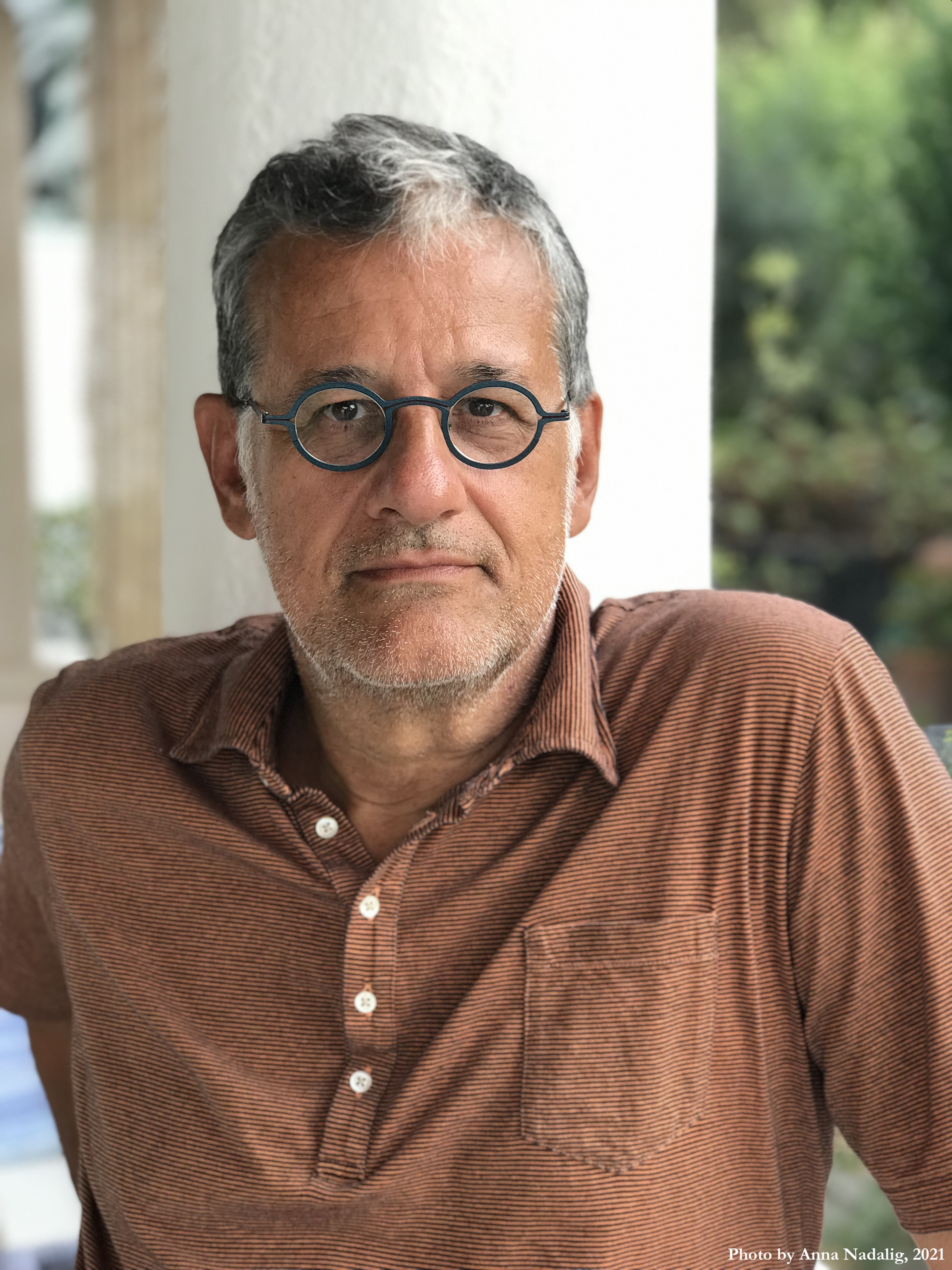
Витторио Линджарди в 2021 году

Психиатр и психоаналитик, профессор римского университета «Сапиенца» Витторио Линджарди, анализируя фильм «Проект „Флорида“» в книге «В кино с психоаналитиком» (2020), отметил «рождение звезды» — маленькой актрисы Бруклин Принс. По словам автора, звезда эта «не блестит голливудским лоском, а скорее впитывает яркость детского изумления во мраке того семейного дискомфорта, который превращает многих детей во взрослых уже в раннем возрасте». Линджарди писал, что, хотя в «Проекте „Флорида“» зрители видят красоту детских игр и приключений, сам он распознаёт в соответствии с учением Зигмунда Фрейда прежде всего «тень утраченного объекта, а именно детства». Возможно, оно не потеряно, а украдено отчаявшейся матерью Муни. В возбуждённом состоянии героев фильма, с точки зрения автора, современные психологи легко увидят признаки синдрома дефицита внимания и гиперактивности. Сам же Линджарди видит в нём «маниакальную защиту (итал. „difesa maniacale“) от депрессии, которая их окружает».
Американский кинокритик Джон Дж. Мёрфи рассказывает в книге «Проект „Флорида“», что режиссёр фильма Шон Бейкер хотел взять на роль подруги Муни Валерию Котто, но продюсеры оказывали на него давление, пытаясь найти актрису на год старше. Тем не менее, поскольку к тому времени Бруклин Принс уже получила роль Муни, Бейкер настоял на Котто, ссылаясь на её эмоциональный контраст с Принс. Он считал его крайне важным, поскольку дружба между детьми к тому времени стала центральной частью сюжета. Родители Принс высказывали опасения по поводу нецензурной лексики, содержащейся в сценарии, но Бейкер и сама Бруклин, мечтавшая сыграть в фильме, убедили их, что это лишь иллюзия, которая не имеет ничего общего с реальной жизнью.
Уже на прослушивании к детям-актёрам было предъявлено требование не только запоминать реплики сценария, но и уметь импровизировать, часто в комедийной форме. Рассказывая о методах работы режиссёра над фильмом, Мёрфи писал, что в первоначальном сценарии были некоторые диалоги, которые не работали, и Бейкер чувствовал, что они тратят впустую много плёнки на бессмысленные пробы с их использованием. В отчаянии он посоветовал Принс и Котто просто поговорить между собой о возвращении в школу, поскольку им вскоре предстояло это сделать в реальной жизни. Дети начали разговаривать о переменах между уроками и играх во время них. Бейкер использовал этот эпизод вместо того, чтобы догматично придерживаться сценария. В ходе съёмок «Проекта „Флорида“» снималась короткометражка о фильме, получившая название «Под радугой». Она был включена в бонусные версии фильма на DVD и Blu-ray. В одном из её эпизодов Бейкер советует Принс, Котто и Ривере, когда они едят мороженое в сетевом кафе Twistee Treat: «Ребята, говорите о чём хотите. Это не обязательно должны быть реплики [из сценария]».
К моменту начала съёмок фильма Бейкер не имел опыта работы с детьми-актёрами, поэтому его первоначальные указания были слишком туманными для них. В конце концов режиссёр пришёл к необходимости упростить указания и просто сам показывал то, что, по его мнению, дети-актёры должны были делать в конкретной сцене. В процессе съёмок были также разработаны актёрские упражнения для детей в форме игр. Например, они должны были вообразить себя определёнными животными, основываясь на их названиях, наугад вытащенных на листках бумаги из шляпы. Для съёмок эпизода, в котором Муни и Скути проводят экскурсию для Дженси по мотелю, использовалась другая игровая ситуация. Дети должны были сначала создать «произведения искусства», которые затем были размещены в импровизированном «музее». После этого сами же авторы выступили в роли экскурсоводов, объясняя каждое из них: кто его создал и почему.
Особо отмечал Мёрфи сцену общения Муни с агентами Департамента по делам детей и семьи Флориды (DSF), которые забирают девочку у матери, чтобы поместить в приёмную семью. Бруклин Принс, по замыслу режиссёра, демонстрирует в ней новый оттенок личности маленькой героини. До этого момента зрители видели в основном браваду Муни, имитирующую браваду её матери. Здесь же Бруклин Принс должна была показать, что Муни наконец понимает: у её матери серьёзные проблемы с властями, преследующими её за занятие проституцией. Это вызывает у девочки тревогу. В сцене нет диалогов. Юной актрисе с помощью мимики и жестов удалось дать зрителям почувствовать эмоции, которые испытывает её героиня.
Мёрфи отмечал незаурядный профессионализм Бруклин Принс, её умение сосредоточиться на поставленной режиссёром задаче. Принс с Валерией Котто часто дурачились перед съёмками того или иного эпизода, но, когда необходимо было сыграть сцену, в которой Муни предстояло заплакать, Принс внезапно сказала подруге: «Валерия, [теперь] не разговаривай со мной, ладно? Я пытаюсь думать о грустном, чтобы заплакать. Ладно?». В этой сцене Бруклин разразилась такими отчаянными и безудержными рыданиями, что напуганный режиссёр немедленно прекратил съёмку, а его ассистент взял девочку на руки. Сразу после того, как Принс встала на землю, она позвонила матери и сообщила: «Мистер Шон говорит, что я лучшая актриса, которую он когда-либо встречал», а ассистент подсказал ей окончание фразы: «За всю свою жизнь».
Сам Мёрфи считал Бруклин Принс достойной номинации на «Оскар» за исполнение главной детской роли в фильме «Проект „Флорида“», но оговаривал, что понимает решение оргкомитета. Причин он называл сразу несколько: 1) Бруклин Принс была практически неизвестна Академии по другим ролям, что, независимо от того, насколько сильна её игра в этом фильме, резко снизило шансы на номинацию, 2) жюри была неприятна сама тема фильма, 3) он имел нетрадиционную структуру, 4) документальность съёмок, напоминавшая социальный реализм (англ. «aesthetic of social realism»).
Анализируя смысловой посыл фильма «Проект „Флорида“», Мёрфи писал: одна из идей фильма заключается в том, что мотель служит для детей Вселенной, параллельной находящемуся совсем близко Диснейуорлду. Несмотря на тяжёлые условия жизни, для них мотель — собственное Королевство. Кинокритик выделял заключительную сцену фильма, в которой Муни и Дженси бегут в Диснейуорлде мимо посетителей парка развлечений, направляясь к замку Золушки, считая её неоднозначной и стирающей грань между суровой реальностью и фантазией.

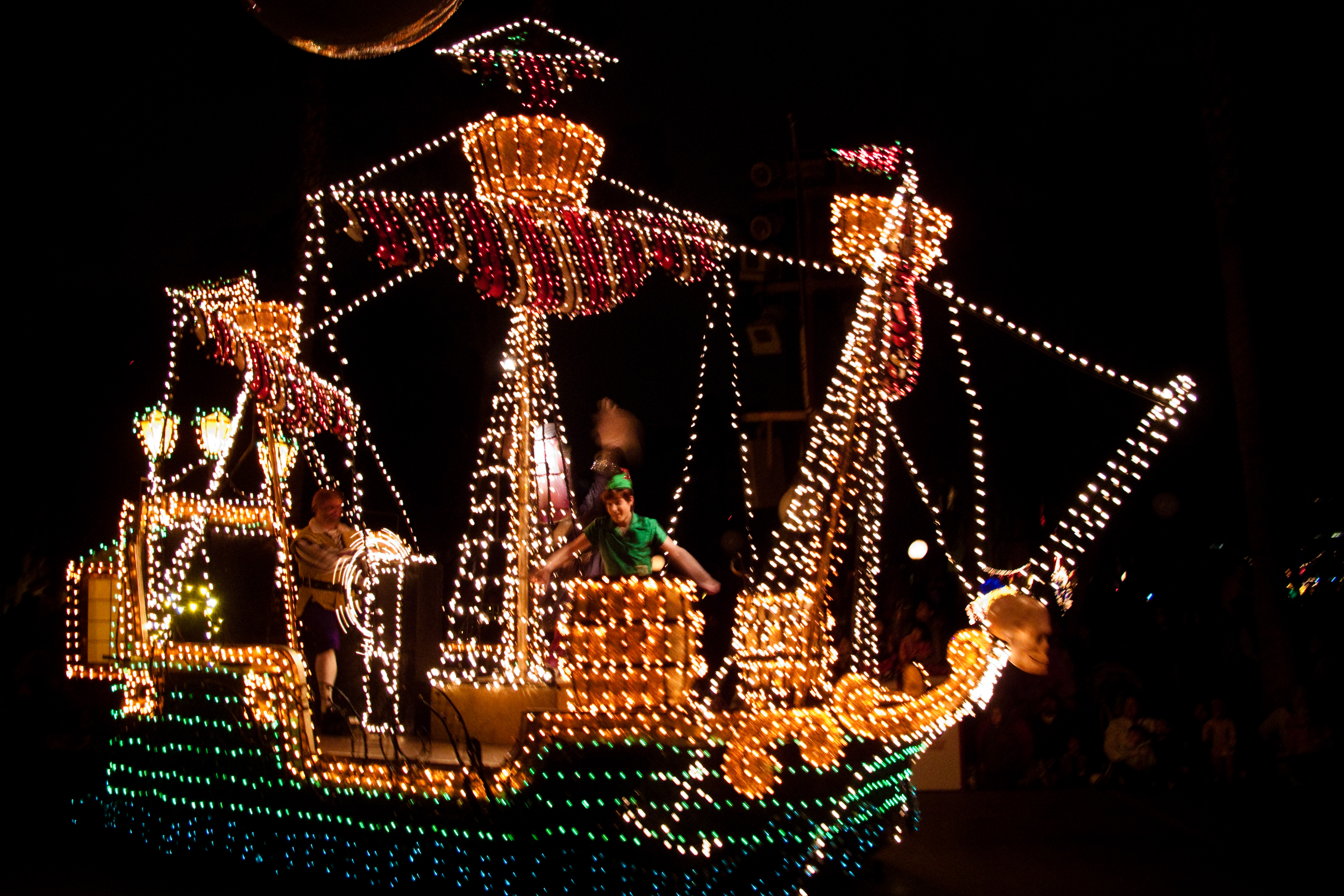
Театрализованное представление в Диснейленде, посвящённое Питеру Пэну в 2010 году

Специалисты в области семейной медицины и коммуникации, сотрудники Группы коммуникации и здравоохранения SoMaMFyC Альберто Лопес Гарсиа-Франко и Конча Альварес Герреро в книге «Делимый на тебя. Экскурсия по медицине, философии и жизни с помощью кино» (2022) отмечали, что Бруклин Принс демонстрирует замечательное актёрское мастерство, которое «оставляет вас пленёнными её радостью и желанием жить». Мать Муни не уделяет внимания дочери, занимаясь проституцией, чтобы оплатить жильё. Последнюю сцену фильма авторы книги трактуют как побег двух «потерянных девочек, в которых слишком много Питера Пэна и которым не хватает родителей» в мир принцесс и волшебных существ — в Неверленд из произведений Джеймса Барри.
Теолог и кинокритик, доктор философии Джоэл Мейвард в книге «Кинематографические притчи братьев Дарденн: интеграция теологии, философии и кино» (2023) особо анализирует сцены фильма «Проект „Флорида“» с участием детей-актёров и на основе этого анализа пытается разгадать смысл самого фильма. Фильм он называет трогательной историей людей, живущих в нищете в тени Диснейуорлда, представленной с точки зрения ребёнка. Фильм, по мнению исследователя, заставляет зрителей задуматься над проблемами системной бедности, последствий американского капитализма и общества потребления, отказа от моральной ответственности за ближнего, от христианских принципов веры, надежды и любви. «Захватывающая и фантастическая» сцена с Муни и Дженси, бегущими в Диснейуорлд, намеренно снята режиссёром не на привычную 35-миллиметровую плёнку, а на iPhone. По мнению автора монографии, это выводит её на уровень притчи, не оставляя зрителю самой возможности её «буквальной поверхностной интерпретации».
Профессор Городского университета Нью-Йорка Джозеф Б. Энтин в книге «Живой труд. Художественная литература, кино и нестандартная занятость» (2023) подробно анализирует фильм «Проект „Флорида“» и роль в нём юной Бруклин Принс. По мнению исследователя, шестилетняя Муни в исполнении Бруклин Принс странствует «по капиталистической пустоши в тени Волшебного Королевства». Её странствия напоминают Энтину героев пролетарских романистов 1930-х годов, таких как американская писательница и активный деятель феминистского движения Тилли Олсен, которая рассказывает в романе «Йоннондио тридцатых годов» (опубликован в 1974 году, но написан в 1930-х годах) о приключениях в годы, предшествовавшие наступлению великой депрессии, шестилетней девочки из бедной семьи, её попытках выжить и обрести счастье перед лицом невзгод. Джозеф Б. Энтин отмечает неопределённость финала фильма: Муни, роль которую играет Бруклин Принс, узнав, что Департамент по делам детей и семьи Флориды собирается разлучить её с матерью, врывается со своей лучшей подругой в ворота Диснейуорлда. Съёмки осуществляются на портативный сотовый телефон, поэтому изображение становится зыбким, отражая неопределённость самого этого момента и будущего Муни.

## Фильмография
| Год       | Название                                                                  | Роль            | Примечания                                                                                        |
| --------- | ------------------------------------------------------------------------- | --------------- | ------------------------------------------------------------------------------------------------- |
| 2017      | «Рободог: Аэропёс» (англ. «Robo-Dog: Airborne»)                           | Мира Перри      |                                                                                                   |
| 2017      | «Проект „Флорида“» (англ. «The Florida Project»)                          | Муни            |                                                                                                   |
| 2017      | «Великие исполнители: Шоу ужасов» (англ. «Great Performers: Horror Show») | Демон-дитя      | Короткометражный фильм                                                                            |
| 2017      | «Шоу Моки» (англ. «Mokey's Show»)                                         | Тини Моки       | Только эпизод «Рождественская надежда» (англ. «The Christmas Hope»), вышедший 25 декабря, озвучка |
| 2018      | «Ловцы монстров» (или «Монстры на свободе», англ. «Monsters at Large»)    | Софи            |                                                                                                   |
| 2019      | «Лего. Фильм 2» (англ. «The Lego Movie 2: The Second Part»)               | Бьянка          | озвучка                                                                                           |
| 2019      | «Angry Birds 2 в кино» (англ. «Angry Birds Movie 2»)                      | Зои             | озвучка                                                                                           |
| 2019      | «Цвета» (англ. «Colours»)                                                 | Натали          | Короткометражный фильм. Также Принс выступила в качестве режиссёра                                |
| 2020      | «Няня» (или «Поворот», англ. «The Turning»)                               | Флора           |                                                                                                   |
| 2020      | «Айван, единственный и неповторимый» (англ. «The One and Only Ivan»)      | Руби            | озвучка                                                                                           |
| 2020-2021 | «Домой до темноты» (англ. «Home Before Dark»)                             | Хильда Лиско    | Два сезона телесериала                                                                            |
| 2021      | «Заложники Марса» (англ. «Settlers»)                                      | Реми в детстве  |                                                                                                   |
| 2023      | «Кокаиновый медведь» (англ. «Cocaine Bear»)                               | Ди Ди           |                                                                                                   |
| 2023      | «Дочь болотного царя» (англ. «The Marsh King's Daughter»)                 | Хелен в детстве |                                                                                                   |
| 2024      | «Маленькое крыло» (англ. «Little Wing»)                                   | Кейтлин         |                                                                                                   |

## Награды и номинации
| Год  | Фильм / категория  | Награда                                            | Номинация                                                     | Результат | Ист.   |
| ---- | ------------------ | -------------------------------------------------- | ------------------------------------------------------------- | --------- | ------ |
| 2017 | «Проект „Флорида“» | Ассоциация кинокритиков Чикаго                     | «Самый многообещающий исполнитель»                            | Номинация | [ 56 ] |
| 2017 | «Проект „Флорида“» | Общество кинокритиков Дублина                      | «Прорыв. Артист года»                                         | Номинация | [ 57 ] |
| 2017 | «Проект „Флорида“» | Премия «Готэм»                                     | «Актёр-открытие»                                              | Номинация | [ 58 ] |
| 2017 | «Проект „Флорида“» | Общество онлайн-кинокритиков Лос-Анджелеса         | «Лучшая роль актёра или актрисы до 23 лет»                    | Номинация | [ 59 ] |
| 2017 | «Проект „Флорида“» | Общество онлайн-кинокритиков                       | «Актёр-открытие»                                              | Номинация | [ 60 ] |
| 2017 | «Проект „Флорида“» | Общество кинокритиков Сан-Диего                    | «Актёр-открытие»                                              | Номинация | [ 61 ] |
| 2017 | «Проект „Флорида“» | Общество кинокритиков Сиэтла                       | «Лучшая подростковая роль»                                    | Победа    | [ 62 ] |
| 2017 | «Проект „Флорида“» | Ассоциация кинокритиков Вашингтона, округ Колумбия | «Лучшая подростковая роль»                                    | Победа    | [ 63 ] |
| 2017 | «Проект „Флорида“» | Общество женщин-кинокритиков                       | «Лучшая молодая актриса»                                      | Победа    | [ 64 ] |
| 2018 | «Проект „Флорида“» | Альянс женщин-киножурналисток                      | «Лучшая первая роль»                                          | Победа    | [ 65 ] |
| 2018 | «Проект „Флорида“» | Премия Ассоциации кинокритиков Остина              | «Премия памяти Бобби МакКарди за роль-открытие»               | Номинация | [ 66 ] |
| 2018 | «Проект „Флорида“» | Общество независимого кино Хлотрудис               | «Лучшая женская роль»                                         | Номинация | [ 67 ] |
| 2018 | «Проект „Флорида“» | Премия «Выбор критиков»                            | «Лучший молодой актёр / актриса»                              | Победа    | [ 68 ] |
| 2018 | «Проект „Флорида“» | Премия Ассоциации кинокритиков Джорджии            | «Прорыв»                                                      | Номинация | [ 69 ] |
| 2018 | «Проект „Флорида“» | Gold Derby Film Awards                             | «Лучший исполнитель-открытие»                                 | Номинация | [ 70 ] |
| 2018 | «Проект „Флорида“» | Общество кинокритиков Хьюстона                     | «Лучшая женская роль»                                         | Номинация | [ 71 ] |
| 2018 | «Проект „Флорида“» | Премия «Молодой артист»                            | «Лучшая главная роль молодой актрисы в художественном фильме» | Номинация | [ 72 ] |
| 2020 | За творчество      | Голливудский творческий альянс                     | «Следующее поколение Голливуда»                               | Победа    | [ 73 ] |